# あいち海部農業協同組合
あいち海部農業協同組合（あいちあまのうぎょうきょうどうくみあい）は、愛知県津島市、あま市、愛西市、弥富市、海部郡蟹江町、大治町、飛島村を管轄する農業協同組合である。略称は「JAあいち海部」。

## 沿革
- 2007年（平成19年）4月1日 - 海部農業協同組合と海部南部農業協同組合が合併し設立[3]。
- 2024年（令和6年）7月1日 - 同じ津島市及び海部地域を拠点とする海部東農業協同組合と合併。対等合併（形式的には吸収合併）であるが名称はあいち海部農業協同組合の名称を引き継ぐ。また、合併後の本店はあいち海部農業協同組合の現行の本店に設置する。

## 店舗

### 店舗一覧
- 津島市（本店、津島支店、神守支店）
- あま市（七宝支店、伊福支店、美和支店、甚目寺支店）
- 愛西市（佐織支店、永和支店、八開支店、西川端支店、佐屋支店、立田支店、市江支店）
- 弥富市（弥富支店、鍋田支店、十四山支店）
- 蟹江町（蟹江支店）
- 大治町（大治支店）
- 飛島村（飛島支店）

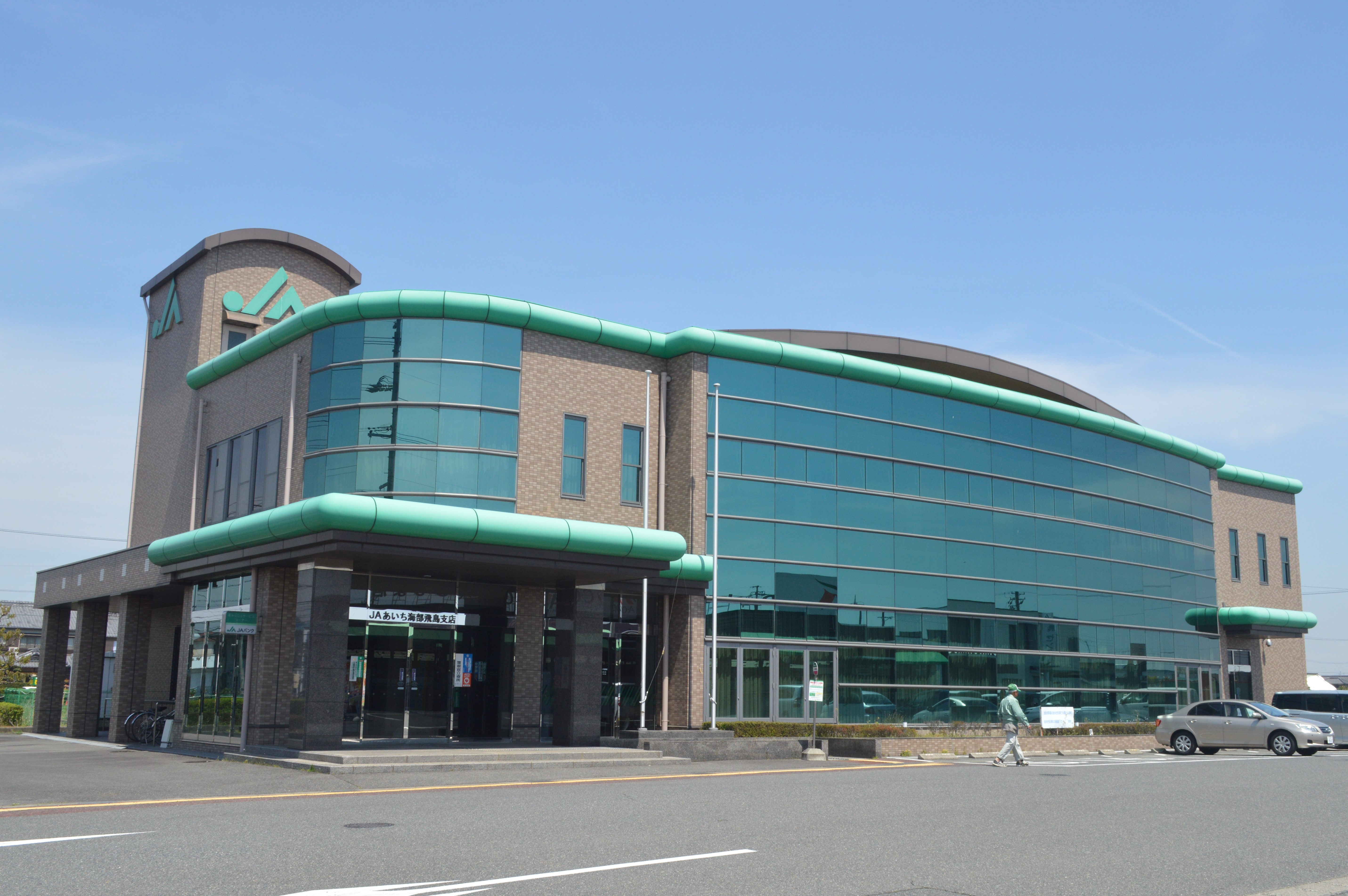
飛島支店

### Aコープ・グリーンセンター
- Aコープとびしま支店
- グリーンセンター津島
- グリーンセンター十四山（菜々耕房）

### 給油所
- 飛島給油所
- 鍋田給油所
- 市江給油所
- 十四山給油所
- 西川端給油所
- 立田南給油所

### その他施設
- 総合支援センター
- れんこんセンター
- 花きセンター
- 育苗センター
- ライスセンター
- カントリーエレベーター

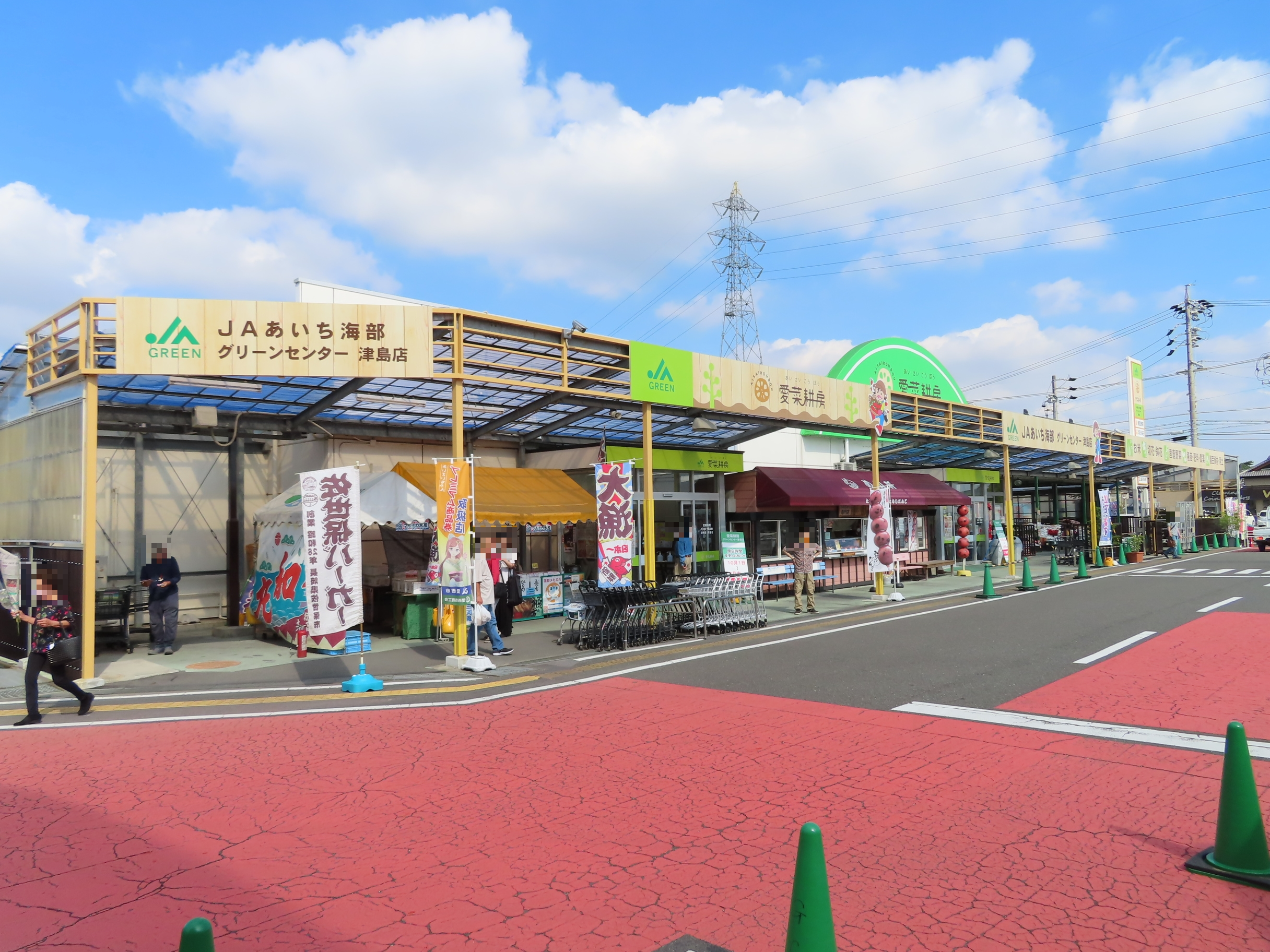
愛祭耕房
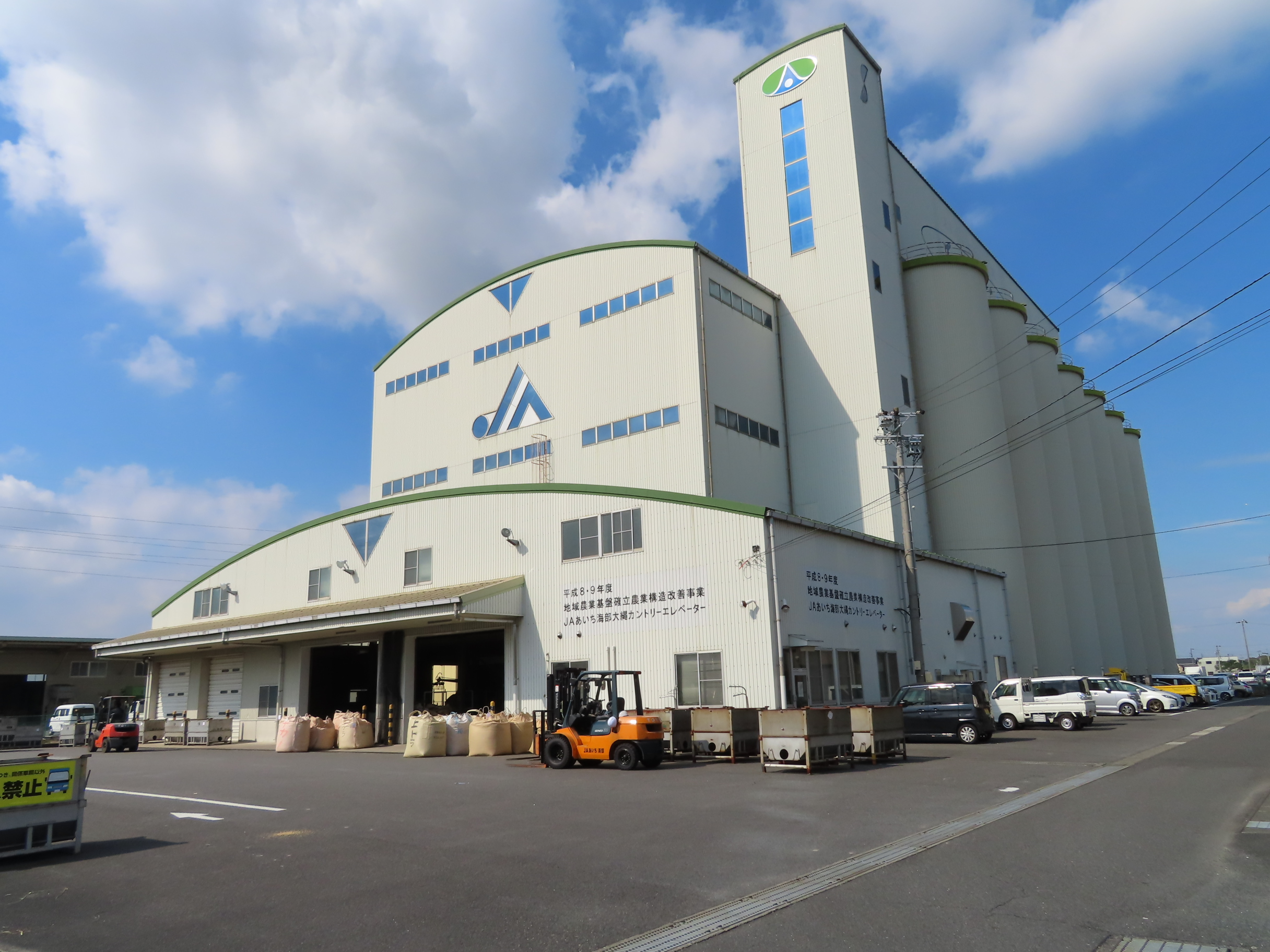
大縄カントリーエレベーター